# Сражение у Сапогыня
Сражение у Сапогыня — одно из сражений войны за Киев между Изяславом Мстиславичем киевским и его дядей Юрием Долгоруким, когда галичане разбили вторгнувшихся в их княжество венгров, союзников Изяслава.

## История
Основным столкновением кампании было сражение на реке Руте, произошедшее примерно в то же время. Перед битвой на Руте Юрий Долгорукий отступал от Киева на юго-запад в надежде соединиться с галичанами, но был настигнут Изяславом и разбит. Сын Изяслава Мстислав привёл на Галич венгров, и Владимир галицкий не мог помочь своему союзнику, а был вынужден защищать своё княжество. Несмотря на одержанную галичанами победу, функцию отвлечения галицких сил от Руты Мстислав и венгры фактически выполнили, потому что к моменту битвы на Руте Владимир успел дойти только до Южного Буга.
По сообщению летописи, венгры и Мстислав вечером употребляли вино, присланное Владимиром Андреевичем дорогобужским, и ночью, несмотря на неоднократные предупреждения разведки о приближении галичан, не смогли приготовиться к битве и потерпели поражение.
Узнав о поражении венгров, Изяслав произнёс свою знаменитую фразу «не идёт место к голове, а голова к месту» и организовал поход на Переяславль, и в итоге вытеснил Юрия с юга.